# Октябрёвский сельсовет
Октябрёвский сельсовет (бел. Акцяброўскі сельсавет) — упразднённая административная единица на территории Кормянского района Гомельской области Республики Беларусь.

## История
Образован 20 августа 1924 года как Быченский (Старобыченский) сельсовет в составе Кормянского района Могилёвского округа БССР. Центр-деревня Быч (Старая Быч). После упразднения окружной системы 26 июля 1930 года в Кормянском районе БССР. С 20 февраля 1938 года в составе Гомельской области. С 25 декабря 1962 года сельсовет в составе Рогачёвского района. 30 июля 1964 года деревни Старая Быч и Новая Быч объединены в одну — Октябрёво. 28 декабря 1964 года сельсовет переименован в Октябрёвский. С 6 января 1965 года сельсовет в составе Чечерского района, с 25 марта 1965 года — в составе Рогачёвского района, с 30 июля 1966 года — в составе восстановленного Кормянского района. 1 декабря 2009 года упразднён, территория присоединена к Литвиновичскому сельсовету.

## Состав
Октябрёвский сельсовет включал 5 населённых пунктов:
- Заболотское — посёлок
- Косель — деревня
- Косельский Прудок — деревня
- Курганье — деревня
- Октябрёво — деревня